# Падобранци (Повратак отписаних)
Падобранци је друга епизода телевизијске серије „Повратак отписаних“, снимљене у продукцији Телевизије Београд и Централног филмског студија „Кошутњак“. Премијерно је приказана у СФР Југославији 8. јануара 1978. године на Првом програму Телевизије Београд.

## Историјска подлога
На крају ове, као и осталих епизода налази се натпис — Лица и догађаји су измишљени. Свака сличност је случајна.

## Улоге
| Глумац             | Улога                |
| ------------------ | -------------------- |
| Павле Вуисић       | Јоца                 |
| Драган Николић     | Прле                 |
| Воја Брајовић      | Тихи                 |
| Злата Петковић     | Марија               |
| Александар Берчек  | Мрки                 |
| Мија Алексић       | чика Жика            |
| Бора Тодоровић     | Драги "Кента"        |
| Стево Жигон        | мaјор Кригер         |
| Јован Милићевић    | Бешевић              |
| Васа Пантелић      | Крста Мишић          |
| Петар Банићевић    | Боб                  |
| Дејан Чавић        | Џим                  |
| Радисав Радојковић | Стева                |
| Драгомир Бојанић   | Микула               |
| Милан Срдоч        | Риста                |
| Цане Фирауновић    | кaпeтaн Кениг        |
| Танасије Узуновић  | поручник Гинтeр Фукс |
| Стојан Аранђеловић | Иса                  |
| Зоран Миљковић     | агент                |
| Љубомир Ћипранић   | агент                |
| Станимир Аврамовић | Стевин комшија       |
| Дуда Радивојевић   | сељак                |